# Supercopa Turca de Voleibol Feminino de 2019
A Supercopa Turca de Voleibol Feminino de 2019 foi a décima edição desta competição organizada pela  FTV. Participaram do torneio duas equipes, os campeões da Liga A Turca e da Copa da Turquia.
O time do Eczacıbaşı SK conquista o quarto título e  melhor jogadora da competição foi Tijana Bošković.

## Sistema de disputa
O Campeonato foi disputado em um jogo único.

## Equipes participantes
Equipes que disputaram a Supercopa de Voleibol de 2019:
| Equipe        | Cidade   | Qualificação                       | Última participação                          |
| ------------- | -------- | ---------------------------------- | -------------------------------------------- |
| Eczacıbaşı SK | Istambul | Campeão da Copa da Turquia 2018-19 | Supercopa Turca de Voleibol Feminino de 2018 |
| VakıfBank SK  | Istambul | Campeão da Liga A Turca 2018-19    | Supercopa Turca de Voleibol Feminino de 2018 |

## Resultado
| 9 de outubro de 2019 14:00 Relatório AQ | VakıfBank SK   | 2 — 3                         | Eczacıbaşı SK | TVF Atatürk Voleybol Salonu Vestel Venus Spor Kompleksi,Esmirna Público: 4 500 Árbitro(s): TUR Yavuz Akdemir TUR Arzu Emiroğlu |
| 9 de outubro de 2019 14:00 Relatório AQ | 14 21 27 25 11 | Set 1 Set 2 Set 3 Set 4 Set 5 | 25 20 15      | TVF Atatürk Voleybol Salonu Vestel Venus Spor Kompleksi,Esmirna Público: 4 500 Árbitro(s): TUR Yavuz Akdemir TUR Arzu Emiroğlu |

## Premiações
| Supercopa Feminina de 2019        |
| Turquia                           |
| --------------------------------- |
| Eczacıbaşı SK Campeão (4º título) |